# Detentorul AVM 8
Detentorul AVM 8 este un aparat autonom de respirat sub apă de construcție sovietică ce a fost importat în România în anii 1960. 
Este mai performant, cu un singur furtun, având o construcție mai compactă decât predecesorul detentor AVM 3. 

Detentorul are în etajul I mecanism cu piston.

## Mod de funcționare
Pistonul, care determină deschiderea și închiderea alternativă a rezistenței variabile, se mișcă datorită dezechilibrului de forțe generate de presiunea medie din cele două camere aflate de-o parte și de alta a pistonului. Dezechilibrul se produce la inspirație, când presiunea medie scade. Atunci forța dată de presiunea hidrostatică din camera inundată și de arcul de precizie, învinge forța dată de presiunea medie de cealaltă parte a pistonului și deschide supapa. La expirație, presiunea medie crește și forța rezultată din diferența între ariile (de-o parte și de alta a pistonului) pe care aceasta acționează, închide supapa.
Etajul al II-lea, funcționează pe principiul membranei elastice, care prin deformare la inspir, acționează o pârghie care, la rândul ei, apasă clapetul supapei. Deschiderea se face prin rotația clapetului. Modelul este prevăzut cu buton de debit continuu, pentru purjare.
Amplasarea detentorului treapta a II-a diminuează dependența efortului respirator de poziția scafandrului.

## Dezavantaje
Dezavantajul acestui tip este că etanșarea pistonului, făcută de obicei cu inel O-ring, este expusă direct mediului exterior, iar când scafandrul se află în poziția culcat cu fața în sus, apare o ușoară îngreunare a inspirației.